# Galbal
Galbal (auch: Galbel, Garbal, Garbel) ist ein Weiler in der Landgemeinde Liboré in Niger.

## Geographie
Der Weiler befindet sich rund elf Kilometer nordöstlich des Hauptorts Liboré der gleichnamigen Landgemeinde, die zum Departement Kollo in der Region Tillabéri gehört. Zu den Siedlungen in der näheren Umgebung von Galbal zählen Bango Banda im Nordwesten, Bilfouda im Norden und Gonzaré Béri im Süden.

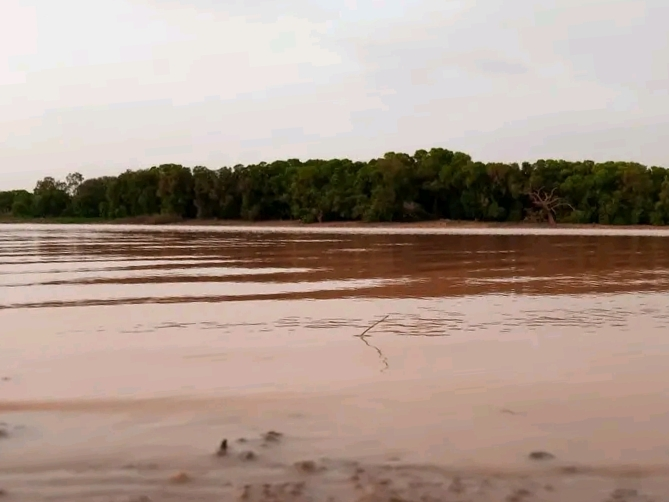
Der See Bangou Kirey bei Galbal (2023)

Galbal ist Teil der Übergangszone zwischen Sahel und Sudan. Die durchschnittliche jährliche Niederschlagsmenge beträgt hier zwischen 500 und 600 mm. Nordwestlich der Siedlung erstreckt sich der 40 Hektar große See Bangou Kirey, der Teil einer Seenkette im Trockental Kori de Ouallam ist.

## Geschichte
In der Gegend von Galbal wurden 456 alte Rennöfen zur Gewinnung von Eisen aus Eisenerz gefunden. Bei einer Radiokarbondatierung von vier dieser Rennöfen wurde festgestellt, dass diese zwischen dem 7. und 9. Jahrhundert n. Chr. in Verwendung waren. Ein weiteres historisches Zentrum der Eisengewinnung in Liboré ist die Nachbarsiedlung Bilfouda.
Die heutige Siedlung Galbal wurde Anfang des 20. Jahrhunderts gegründet. Ihre ersten Einwohner kamen aus dem am Fluss Niger gelegenen Dorf Tonko Bangou. Sie hielten sich anfangs nur während der Regenzeit zur Bewirtschaftung der Felder in Galbal auf und kehrten nach der Ernte nach Tonko Bangou zurück, bis sie sich schließlich dauerhaft in der neuen Siedlung niederließen. In ethnischer Hinsicht handelte es sich vor allem um Zarma. Innerhalb der ersten zwanzig Jahre nach der Ortsgründung wanderten Fulbe-Viehzüchter zu. Diese verloren während der Dürren der 1970er und 1980er Jahre ihr Vieh und wurden auch zu Ackerbauern. Bei einer Untersuchung im Jahr 1983 waren in den Siedlungen Galbal, Gonzaré Béri, Kogorou und Sorey Béné 46 Prozent von 127 Kindern im Alter von 10 bis 14 Jahren an Schistosomiasis erkrankt. In allen Altersgruppen betrug die Infektionsrate 23 Prozent bei 966 untersuchten Personen.

## Bevölkerung
Bei der Volkszählung 2012 hatte Galbal 1195 Einwohner, die in 135 Haushalten lebten. Bei der Volkszählung 2001 betrug die Einwohnerzahl 791 in 99 Haushalten.

## Wirtschaft und Infrastruktur
Es gibt eine Grundschule in der Siedlung. Bei Galbal werden Meerrettichbäume kultiviert.